# Schlagwerk (Musik)

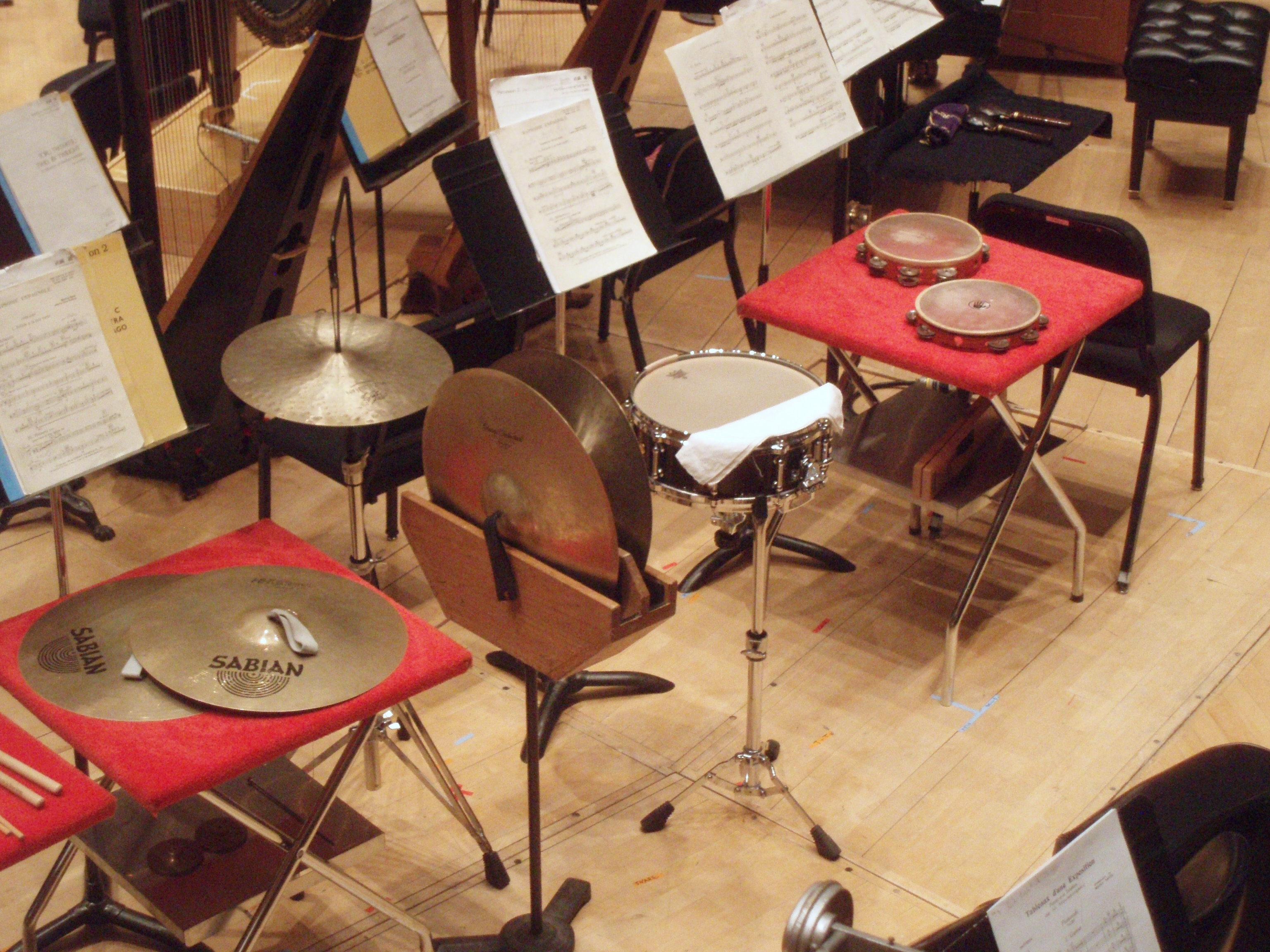
Schlagwerk

Als Schlagwerk wird die Gruppe der Schlaginstrumente im Sinfonieorchester bezeichnet. Zum Schlagwerk gehören alle Geräusch- und Melodieinstrumente, die nicht einer der anderen großen Instrumentengruppen (Holzbläser, Blechbläser, Streicher) zuzuordnen sind.
Die Instrumente werden von Schlagwerkern gespielt. In Orchestern bilden diese, je nach Werk und Besetzung, Teams von 3 bis 5 Musikern, von denen einige spezialisiert sein können, beispielsweise als Paukist.
Im allgemeinen Sprachgebrauch der Pop- und Rockmusik wird zwischen dem Schlagzeug (Drum Set) und der sonstigen Perkussion (darunter lateinamerikanische, afrikanische und orientalische Perkussion) unterschieden.

## Musikinstrumente

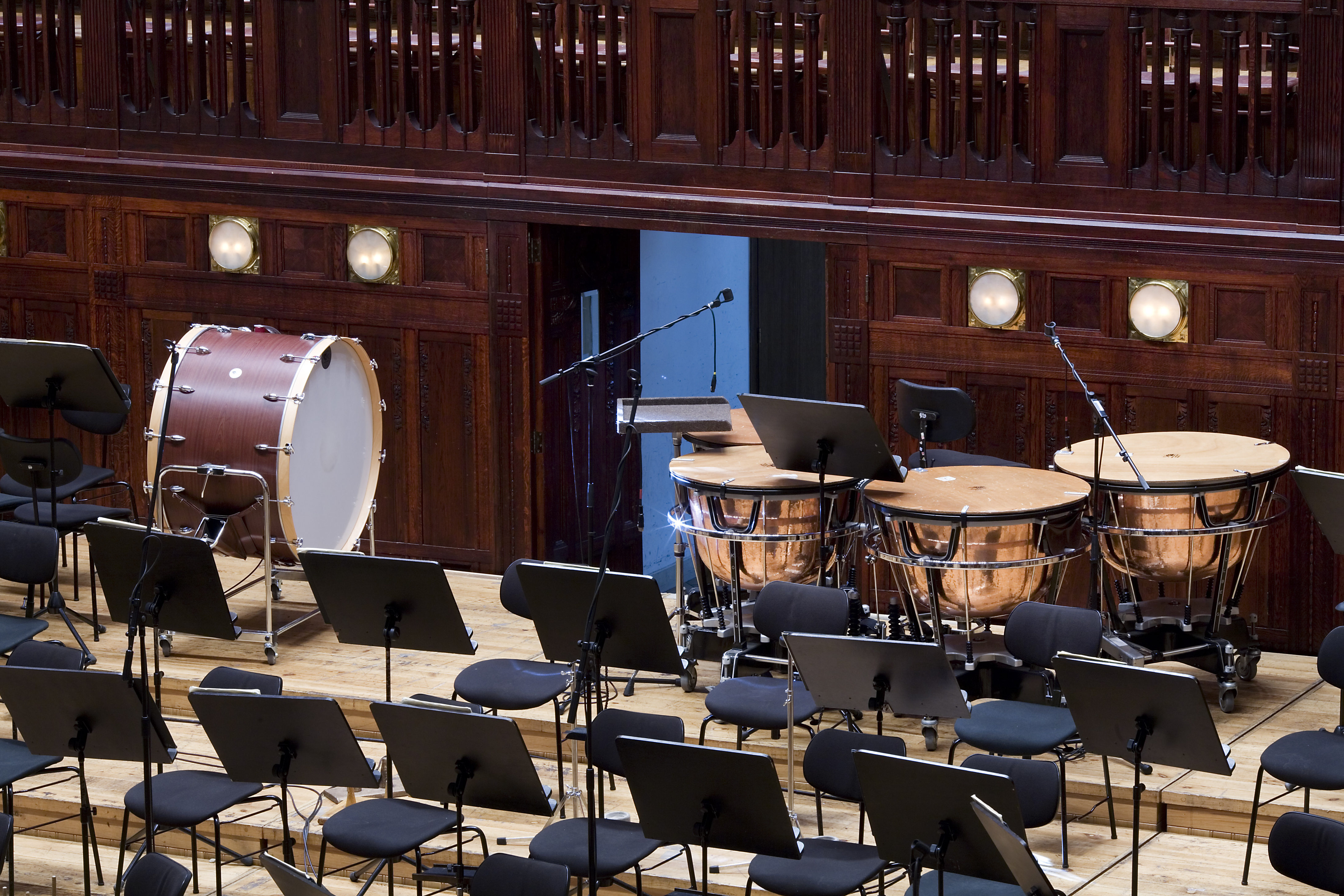
Rechts vier Pauken in verschiedener Stimmung, links eine Große Trommel

Zum Grundstock des Schlagwerks zählen die Pauken, die Große Trommel, die Kleine Trommel, die Becken und die Triangel. Bis heute hat sich das Spektrum des Schlagwerks stetig erweitert. Instrumente wie Glockenspiel und andere Stabspiele (Xylophon, Vibraphon, Marimbaphon), Röhrenglocken, Crotales, Tamtam, Gong und eine nach wie vor wachsende Anzahl von Effektinstrumenten (Ratsche, Hupe, Flexaton, Donnerblech, Tempelblöcke, Amboss, Kolbenflöte, Guiro, Regenholz, Kastagnetten, Windmaschine usw.) können mittlerweile zum Instrumentenbestand eines Schlagwerkers gehören.
In Kompositionen der Neuen Musik werden auch ausgefallene Geräusch- und Klangerzeuger wie Staubsauger, Schreibmaschinen oder Sirenen in der Regel dem Schlagwerkregister anvertraut, obwohl sie mit „schlagen“ im engeren Sinne nichts mehr zu tun haben.
Celesta und Tastenglockenspiel gehören zu den Tasteninstrumenten und werden von Pianisten, in Ausnahmefällen auch von Schlagwerkern gespielt.

## Geschichte
Schlaginstrumente tauchen prominent zum ersten Mal auf in Stücken wie Mozarts Die Entführung aus dem Serail, später in Beethovens 9. Sinfonie. Beide Male unterstützen sie die – für damalige Verhältnisse – eigentümlichen Klänge im Opernhaus bzw. Konzertsaal. Bei Mozart ist es die vermeintliche Adaption „türkischer Musik“ (Janitscharenmusik), bei Beethoven eine Anlehnung an Militärklänge. In der italienischen Oper, vor allem bei Verdi, gehörte diese Kombination jedoch schon zum Standard und trägt wesentlich zur Durchschlagskraft des Tutti-Klanges bei.
Mozart bezeichnete in Briefen an seinen Vater Leopold Mozart vom 1. August und 26. September 1781 sowie vom 20. Juli 1782 die Gruppe der Schlaginstrumente (Triangel, Becken, türkische Trommel) mit „türckischer Musick“ (türkische Musik). Den Begriff Schlagwerk als Bezeichnung für Schlaginstrumente verwendete er noch nicht. Eine frühe Belegstelle findet sich 1838 in der Encyclopädie der gesammten musikalischen Wissenschaften von Gustav Schilling: „Schlaginstrumente, auch unter dem gemeinschaftlichen Namen Schlagwerk“.